# Hoeve Herkenrode
Hoeve Herkenrode is een historische hoeve, gelegen aan Opheersstraat 81, gelegen in Opheers in de Belgische gemeente Heers.
De oudste vermelding van deze tiendschuur van de Abdij van Herkenrode is uit 1218, maar ze werd vermoedelijk omstreeks 1200 gesticht. Hier bevindt zich ook de bron van de Wetterdelle, welke in noordelijke richting naar de Herk stroomt.
De oudste delen van de huidige hoeve dateren van 1639. Ze werden gesticht door abdis Barbara van Hinisdael getuige het opschrift: Moderata durant Barbara van Hinisdael abbatissa. Het betreft een woonhuis en een dienstgebouw daarachter. De grote tiendschuur is 18e-eeuws. Verder zijn er stallen en schuren uit omstreeks 1800 en later.
De grote tiendschuur is helaas in slechte staat. Het dak en het gebint zijn vrijwel verdwenen.